# W. P. Snyder Jr.
Le W.P. Snyder Jr., également connu sous le nom de W.H. Clingerman, W.P. Snyder Jr. State Memorial ou J.L. Perry, est un pousseur à vapeur et à roues à aubes historique amarré sur la rivière Muskingum à Marietta en Ohio, au musée de la rivière Ohio. Il est le seul pousseur à vapeur à roue arrière  intact encore sur le système fluvial du pays.
Il a été classé au registre national des lieux historiques le 11 novembre 1970  
et nommé National Historic Landmark le 29 juin 1989 .

## Descriptif et historique
W.P. Snyder Jr. est un pousseur à vapeur à roue arrière, qui a été construit à l'origine sous le nom de W.H. Clingerman de la Carnegie Steel Company en 1918 par Rees & Sons Company de Pittsburgh en Pennsylvanie. En 1938, il est rebaptisé J. L. Perry, et en 1945 A-1. En août 1945, il est vendu à Crucible Steel Company de Pittsburgh et rebaptisé W. P. Snyder Jr. en septembre 1945.
C'était un navire jumeau du W. H. Colvin Jr., et il poussait une barge à charbon sur la rivière Monongahela jusqu'à ce qu'il soit désarmé le 23 septembre 1953, à Crucible, en Pennsylvanie.

## Préservation
À l'été 1955, le bateau a été donné à l'Ohio Historical Society pour être exposé au Ohio River Museum à Marietta en Ohio. W.P. Snyder Jr. était le dernier bateau à vapeur à passer à l'écluse 1, sur la rivière Muskingum, avant que celle-ci ne soit supprimée.
W. P. Snyder Jr. a été amarré en permanence sur la rivière Muskingum à Marietta, Ohio, au Ohio River Museum. Le 21 novembre 2009, W.P. Snyder Jr. a été remorqué de Marietta à South Point, Ohio, pour faire remplacer sa coque. Il est revenu à son poste d'amarrage le 17 septembre 2010.